# Fokas (męczennik)
Święty Fokas (ur. ?, zm. w II wieku) – święty katolicki i greckokatolicki, męczennik.
Był ogrodnikiem i zginął męczeńską śmiercią z ręki ugoszczonych przez siebie przybyszów.
Jest patronem Francavilla Angitola i miejscowości San Foca (Melendugno), rolników, ogrodników i żeglarzy. Jego atrybutem jest palma, a w Kościele katolickim wspomnienie liturgiczne obchodzone jest 5 marca i 22 września.